# Championnat d'Espagne de football 1998-1999
Navigation
Championnat d'Espagne 1997-1998 Championnat d'Espagne 1999-2000
Le Championnat d'Espagne de football de Primera División 1998-1999 est la 68e édition de ce championnat.

## Équipes en compétition
| Club           | Dernière montée | Classement 1997-1998 | Entraîneur      | Depuis | Stade                   | Capacité théorique | Nombre de saisons en Liga |
| -------------- | --------------- | -------------------- | --------------- | ------ | ----------------------- | ------------------ | ------------------------- |
| FC Barcelone   | 1928            | 1                    | Louis van Gaal  | 1997   | Camp Nou                | 99 450             | 69                        |
| Real Madrid CF | 1928            | 4                    | Guus Hiddink    | 1998   | Stade Santiago-Bernabéu | 81 254             | 69                        |
| Valence CF     | 1987            | 9                    | Claudio Ranieri | 1997   | Estadio de Mestalla     | 55 000             | 68                        |

## Classement
| Rang | Équipe                | Pts | J  | G  | N  | P  | Bp | Bc | Diff |
| ---- | --------------------- | --- | -- | -- | -- | -- | -- | -- | ---- |
| 1    | FC Barcelone T        | 79  | 38 | 24 | 7  | 7  | 87 | 43 | +44  |
| 2    | Real Madrid           | 68  | 38 | 21 | 5  | 12 | 77 | 62 | +15  |
| 3    | RCD Majorque S        | 66  | 38 | 20 | 6  | 12 | 48 | 31 | +17  |
| 4    | Valence CF C          | 65  | 38 | 19 | 8  | 11 | 63 | 39 | +24  |
| 5    | Celta de Vigo         | 64  | 38 | 17 | 13 | 8  | 69 | 41 | +28  |
| 6    | Deportivo La Corogne  | 63  | 38 | 17 | 12 | 9  | 55 | 43 | +12  |
| 7    | Espanyol de Barcelone | 61  | 38 | 16 | 13 | 9  | 49 | 38 | +11  |
| 8    | Athletic Bilbao       | 60  | 38 | 17 | 9  | 12 | 53 | 47 | +6   |
| 9    | Real Saragosse        | 57  | 38 | 16 | 9  | 13 | 57 | 46 | +11  |
| 10   | Real Sociedad         | 54  | 38 | 14 | 12 | 12 | 47 | 43 | +4   |
| 11   | Real Betis            | 49  | 38 | 14 | 7  | 14 | 47 | 58 | -11  |
| 12   | Real Valladolid       | 48  | 38 | 13 | 9  | 16 | 35 | 44 | -9   |
| 13   | Atlético de Madrid    | 46  | 38 | 12 | 10 | 16 | 54 | 50 | +4   |
| 14   | Real Oviedo           | 45  | 38 | 11 | 12 | 15 | 41 | 57 | -16  |
| 15   | Racing Santander      | 42  | 38 | 10 | 12 | 16 | 41 | 53 | -12  |
| 16   | Deportivo Alavés P    | 40  | 38 | 11 | 7  | 20 | 36 | 63 | -27  |
| 17   | CF Extremadura P      | 39  | 38 | 9  | 12 | 17 | 27 | 53 | -26  |
| 18   | Villarreal CF P       | 36  | 38 | 8  | 12 | 18 | 47 | 63 | -16  |
| 19   | CD Tenerife           | 34  | 38 | 7  | 13 | 18 | 41 | 63 | -22  |
| 20   | UD Salamanque         | 27  | 38 | 7  | 6  | 25 | 29 | 66 | -37  |

Qualifications européennes
Ligue des champions 1999-2000
- 1er et 2e : phase de groupes
- 3e et 4e : troisième tour de qualification

Coupe UEFA 1999-2000
- 5e, 6e et Finaliste C : premier tour

Coupe Intertoto 1999
- 7e : troisième tour

Relégation
- 17e et 18e : barrages de relégation
- 19e et 20e : relégation en Segunda División

Abréviations
- T : Tenant du titre
- C : Vainqueur de la Coupe du Roi 1998-1999
- S : Vainqueur de la Supercoupe d'Espagne 1998
- P : Promus de Segunda División

### Barrages de relégation
| Équipe              | Aller | Total | Retour | Équipe              |
| ------------------- | ----- | ----- | ------ | ------------------- |
| CF Extremadura (D1) | 0 – 2 | 0 – 4 | 0 – 2  | (D2) Rayo Vallecano |
| Villarreal CF (D1)  | 0 – 2 | 0 – 3 | 0 – 1  | (D2) Séville FC     |

Légende des couleurs
- Maintien en première division.
- Promotion en première division.
- Maintien en deuxième division.
- Relégation en deuxième division.

| Match aller        | CF Extremadura (D1) | 0 – 2   | (D2) Rayo Vallecano               | Stade Francisco de la Hera, Almendralejo                   |                                                            |
| 27 juin 1999 21h00 |                     | (0 – 1) | 7e Cembranos · 86e (pen.) Llorens | Spectateurs : 9 100 Arbitrage : Eduardo Iturralde González | Spectateurs : 9 100 Arbitrage : Eduardo Iturralde González |
| 27 juin 1999 21h00 | Rapport             |         |                                   | Spectateurs : 9 100 Arbitrage : Eduardo Iturralde González | Spectateurs : 9 100 Arbitrage : Eduardo Iturralde González |

| Match retour       | Rayo Vallecano (D2)  | 2 – 0   | (D1) CF Extremadura | Stade de Vallecas, Madrid                            |                                                      |
| 30 juin 1999 21h30 | Tiago 52e · Bolo 55e | (0 – 0) |                     | Spectateurs : 15 600 Arbitrage : Antonio López Nieto | Spectateurs : 15 600 Arbitrage : Antonio López Nieto |
| 30 juin 1999 21h30 | Rapport              |         |                     | Spectateurs : 15 600 Arbitrage : Antonio López Nieto | Spectateurs : 15 600 Arbitrage : Antonio López Nieto |

| Match aller        | Villarreal CF (D1) | 0 – 2   | (D2) Séville FC | El Madrigal, Vila-real                                  |                                                         |
| 27 juin 1999 21h00 |                    | (0 – 2) | 2e 45e Tsiártas | Spectateurs : 17 000 Arbitrage : Víctor Esquinas Torres | Spectateurs : 17 000 Arbitrage : Víctor Esquinas Torres |
| 27 juin 1999 21h00 | Rapport            |         |                 | Spectateurs : 17 000 Arbitrage : Víctor Esquinas Torres | Spectateurs : 17 000 Arbitrage : Víctor Esquinas Torres |

| Match retour       | Séville FC (D2) | 1 – 0   | (D1) Villarreal CF | Stade Ramón-Sánchez-Pizjuán, Séville                    |                                                         |
| 30 juin 1999 21h45 | Quevedo 50e     | (0 – 0) |                    | Spectateurs : 48 000 Arbitrage : Manuel Mejuto González | Spectateurs : 48 000 Arbitrage : Manuel Mejuto González |
| 30 juin 1999 21h45 | Rapport         |         |                    | Spectateurs : 48 000 Arbitrage : Manuel Mejuto González | Spectateurs : 48 000 Arbitrage : Manuel Mejuto González |

## Bilan de la saison
| Tableau d'Honneur                 |              |
| Compétition                       | Vainqueur    |
| Championnat d'Espagne de football | FC Barcelone |
| Coupe d'Espagne de football       | Valencia CF  |

| Promotions et relégations                                               |                                                       |
| Relégués en Segunda División                                            | CF Extremadura Villarreal CF CD Tenerife UD Salamanca |
| Promus en Primera División                                              | Málaga CF CD Numancia Séville FC Rayo Vallecano       |
| Qualifications en Coupe d'Europe                                        |                                                       |
| Qualifiés directement en Ligue des champions                            | FC Barcelone Real Madrid                              |
| Qualifiés pour le troisième tour préliminaire de la Ligue des champions | Real Majorque Valence CF                              |
| Qualifiés en Coupe de l'UEFA                                            | Celta Vigo Deportivo la Corogne Atletico Madrid       |